# Richard Reed Parry
Richard Reed Parry, född 4 oktober 1977 i Toronto, är en kanadensisk musiker mest känd från bandet Arcade Fire, där han spelar bland annat kontrabas, elgitarr, keyboard, dragspel, piano och celesta. Han är också med i bandet Bell Orchestre (med Sarah Neufeld från Arcade Fire), där han spelar kontrabas. Han var tidigare med i bandet New International Standards tillsammans med Tim Kingsbury och Jeremy Gara som nu är med i Arcade Fire.